# Rally de Montecarlo de 1953
El Rally de Montecarlo de 1953 fue la 23.ª edición y se celebró en el mes de enero de ese año. Fue la edición, hasta la fecha, con más pilotos inscritos, 440, de los que finalmente 404 tomaron la salida y 346 terminaron la prueba. De la misma manera también fue la edición que más pilotos la completaron y al igual que en las ediciones anteriores, los participantes partieron desde diferentes ciudades europeas con destino a Mónaco:
- Lisboa: 112
- Glasgow: 103
- Estocolmo: 42
- Oslo: 15
- Palermo: 11
- Montecarlo: 84
- Múnich: 37

La prueba destacó por las suaves condiciones climatológicas, al contrario que en años anteriores con presencia de nieve en gran parte del recorrido. A pesar de ello en la prueba ocurrieron varios accidentes graves, uno de ellos mortales. Tras la etapa de concentración llegaron a Mónaco 253 participantes sin penalizaciones en parte por la supresión de los puestos de control secretos. Para establecer el desempate entre esos pilotos se realizaron pruebas de aceleración y frenado y de regularidad. En la primera sólo clasificaban los cien primeros y en la siguiente se marcó un recorrido de 74,350 kilómetros, establecidos por un jurado, y que se realizaban en los alrededores de Braus a una velocidad de 47 km/h. En esta prueba se destacó Maurice Gatsonides que se declaró el vencedor de la prueba. Este sistema de desempate escogido, tras 3300 km recorridos por los participantes fue criticado por la prensa.

## Clasificación general
| Pos. | Piloto             | Copiloto              | Automóvil          |
| ---- | ------------------ | --------------------- | ------------------ |
| 1.   | Maurice Gatsonides | Peter Worledge        | Ford Zodiac Zéphir |
| 2.   | Ian Appleyard      | Patricia C. Appleyard | Jaguar MkVII       |
| 3.   | Roger Marion       | Jean Charmasson       | Citroën 15/6       |
| 4.   | Michel Grosgogeat  | Pierre Biagini        | Panhard Dyna       |
| 5.   | Cecil Vard         | Arthur Jolley         | Jaguar MkV         |
| 6.   | Stirling Moss      | John Cooper           | Sunbeam Talbot 90  |